# Joe Roth
Joe Roth (New York, 13 giugno 1948) è un produttore cinematografico e regista statunitense.

## Biografia
Nel 1987 è uno dei soci co-fondatori della Morgan Creek Productions, dal 1989 al 1993 è stato a capo della major 20th Century Fox, producendo film di successo come Mamma, ho perso l'aereo, A letto con il nemico, Mrs. Doubtfire e molti altri. In seguito è a capo della Caravan Pictures (1993–1994), per poi approdare alla Walt Disney Company (1994–2000), con quest'ultima ha portato al successo tantissime pellicole tra cui Insider - Dietro la verità, Il sesto senso, Armageddon - Giudizio finale e molte altre. Nel 2000 fonda i Revolution Studios.
Oltre che produttore è anche regista, tra i film da lui diretti vi sono Coupé de ville, I perfetti innamorati e Il colore del crimine.
Dal 2007 è il proprietario di maggioranza della squadra di calcio di Seattle, i Seattle Sounders FC, che gioca nella Major League Soccer dal 2009 nello stadio CenturyLink Field.

## Filmografia

### Regista
- Fuori i secondi (Streets of Gold) (1986)
- La rivincita dei nerds II (Revenge of the Nerds II: Nerds in Paradise) (1987)
- Coupé de ville (1990)
- I perfetti innamorati (America's Sweethearts) (2001)
- Fuga dal Natale (Christmas with the Kranks) (2004)
- Il colore del crimine (Freedomland) (2006)

### Produttore
- Alice in Wonderland, regia di Tim Burton (2010)
- Innocenti bugie (Knight and Day), regia di James Mangold (2010)
- Biancaneve e il cacciatore (Snow White and the Huntsman), regia di Rupert Sanders (2012)
- Il grande e potente Oz (Oz: The Great and Powerful), regia di Sam Raimi (2013)
- Sabotage, regia di David Ayer (2014)
- Maleficent, regia di Robert Stromberg (2014)
- Million Dollar Arm, regia di Craig Gillespie (2014)
- Il paradiso per davvero (Heaven Is for Real), regia di Randall Wallace (2014)
- Heart of the Sea - Le origini di Moby Dick (In the Heart of the Sea), regia di Ron Howard (2015)
- Miracoli dal cielo (Miracles from Heaven), regia di Patricia Riggen (2016)
- Alice attraverso lo specchio (Alice Through the Looking Glass), regia di James Bobin (2016)
- Il cacciatore e la regina di ghiaccio (The Huntsman: Winter's War), regia di Cedric Nicolas-Troyan (2016)
- xXx - Il ritorno di Xander Cage (xXx: Return of Xander Cage), regia di D. J. Caruso (2017)
- Maleficent - Signora del male (Maleficent: Mistress of Evil), regia di Joachim Rønning (2019)
- Dolittle, regia di Stephen Gaghan (2020)
- Il complotto contro l'America (The Plot Against America) – miniserie TV, 6 episodi (2020)
- Gli Stati Uniti contro Billie Holiday (The United States vs. Billie Holiday), regia di Lee Daniels (2021)
- Fast & Furious 9 - The Fast Saga (F9: The Fast Saga), regia di Justin Lin (2021)
- The Gray Man, regia di Anthony e Joe Russo (2022)
- L'accademia del bene e del male (The School for the God and the Evil), regia di Paul Feig (2022)
- Fast X, regia di Louis Leterrier (2023)
- Damsel, regia di Juan Carlos Fresnadillo (2023)
- A Family Affair, regia di Richard LaGravenese (2024)
- Jackpot - Se vinci ti uccido! (Jackpot!), regia di Paul Feig (2024)